# Кубок Украинской ССР по футболу 1944
5-й по счёту и первый послевоенный розыгрыш Кубка УССР состоялся с 10 сентября по 15 октября 1944 года. Участие принимало 34 команды. Обладателем кубка стало киевское «Динамо».
Известно, что первые 3 круга соревнований прошли по обычной схеме, а о 4-м достоверных сведений не найдено.
Существуют 2 версии дальнейшей судьбы Кубка:
1. Турнир не был доигран, хотя это маловероятно;
2. Финальный турнир Кубка было решено провести в Киеве, объективно сильнейшим командам этого турнира было предоставлено право побороться за приз. Во всяком случае, состав участников турнира соответствует составу и результатам участников матчей 3-го тура.

## 1-й тур
Тур прошёл 10 сентября 1944 года
| Город           | Команда                    | Счёт | Команда                       |
| --------------- | -------------------------- | ---- | ----------------------------- |
| Львов           | «Спартак» (Львов)          | 1:2  | «Динамо» (Львов)              |
| Мариуполь       | «Сталь» (Мариуполь)        | +:-  | ВЧ (Ворошиловград)            |
| Ворошиловск     | «Сталь» (Ворошиловск)      |      | «Локомотив» (Ясиноватая)      |
| Запорожье       | «Локомотив» (Запорожье)    | +:-  | «Спартак» (Днепропетровск)    |
| Днепропетровск  | «Сталь» (Днепропетровск)   | +:-  | «Авангард» (Дружковка)        |
| Днепродзержинск | «Сталь» (Днепродзержинск)  | +:-  | «Динамо» (Днепропетровск)     |
| Константиновка  | «Сталь» (Константиновка)   | +:-  | «Зенит» (Сталино)             |
| Артёмовск       | «Локомотив» (Артёмовск)    |      | «Сталь» (Макеевка)            |
| Сумы            | «Динамо» (Сумы)            | 2:3  | «Динамо» (Харьков)            |
| Николаев        | «Судостроитель» (Николаев) | 5:2  | «Водник» (Херсон)             |
| Ворошиловград   | «Динамо» (Ворошиловград)   | 6:4  | «Трактор» (Харьков)           |
| Кировоград      | «Сельмаш» (Кировоград)     | 1:11 | «Динамо» (Одесса)             |
| Кривой Рог      | «Сталь» (Кривой Рог)       | 1:4  | «Сталь» (Днепропетровск)      |
| Житомир         | «Спартак» (Житомир)        | 0:3  | «Спартак» (Киев)              |
| Полтава         | «Спартак» (Полтава)        | 1:5  | «Динамо» (6-й райсовет, Киев) |

## 2-й тур
Тур прошёл 17 сентября 1944 года
| Город         | Команда                  | Счёт | Команда                       |
| ------------- | ------------------------ | ---- | ----------------------------- |
| Ворошиловград | «Динамо» (Ворошиловград) | +:-  | «Сталь» (Константиновка)      |
| Запорожье     | «Локомотив» (Запорожье)  | 5:2  | «Сталь» (Днепродзержинск)     |
| Мариуполь     | «Сталь» (Мариуполь)      | 1:7  | «Локомотив» (Харьков)         |
| Житомир       | «Спартак» (Житомир)      | 0:8  | «Динамо» (6-й райсовет, Киев) |
| Одесса        | «Динамо» (Одесса)        | 3:1  | «Судостроитель» (Николаев)    |

## 3-й тур
Тур прошёл 24 сентября 1944 года
| Город   | Команда                       | Счёт | Команда                  |
| ------- | ----------------------------- | ---- | ------------------------ |
| Киев    | «Динамо» (6-й райсовет, Киев) | 3:1  | «Сталь» (Днепропетровск) |
| Львов   | «Динамо» (Львов)              | 0:1  | «Динамо» (Киев)          |
| Харьков | «Динамо» (Харьков)            | 0:1  | «Локомотив» (Запорожье)  |
| Харьков | «Локомотив» (Харьков)         | 11:0 | «Динамо» (Ворошиловград) |

## 4-й тур
Тур прошёл 1 октября 1944 года
| Город   | Команда                | Счёт | Команда                       |
| ------- | ---------------------- | ---- | ----------------------------- |
| Одесса  | «Динамо» (Одесса)      | 4:2  | «Динамо» (6-й райсовет, Киев) |
| Сталино | «Стахановец» (Сталино) | 5:3  | «Динамо» (Черновцы)           |
| Харьков | «Локомотив» (Харьков)  | +:-  | «Локомотив» (Запорожье)       |

## Финальный турнир
Финальный турнир прошёл в Киеве с 8 по 15 октября 1944 года
|   | Команда                | И | В | Н | П | О |
| - | ---------------------- | - | - | - | - | - |
| 1 | «Динамо» (Киев)        | 3 | 3 | 0 | 0 | 6 |
| 2 | «Локомотив» (Харьков)  | 3 | 1 | 1 | 1 | 3 |
| 3 | «Динамо» (Одесса)      | 3 | 1 | 0 | 2 | 2 |
| 4 | «Стахановец» (Сталино) | 3 | 0 | 1 | 2 | 1 |

### Результаты
| Команда 1              | Счёт | Команда 2              |
| ---------------------- | ---- | ---------------------- |
| «Динамо» (Киев)        | В:П  | «Локомотив» (Харьков)  |
| «Динамо» (Киев)        | 1:0  | «Стахановец» (Сталино) |
| «Динамо» (Киев)        | 2:0  | «Динамо» (Одесса)      |
| «Локомотив» (Харьков)  | 2:2  | «Стахановец» (Сталино) |
| «Локомотив» (Харьков)  | 2:0  | «Динамо» (Одесса)      |
| «Стахановец» (Сталино) | П:В  | «Динамо» (Одесса)      |

«Динамо» (Киев): Идзковский, Махиня, Виньковатов, Н. Балакин, В. Балакин, Хижников, Васильев, Лерман, Карчевский, Серов, Калач, Лайко
Гл.тренер: Михаил Печёный